# Song Dae-nam
Song Dae-nam (in coreano: 송대남; Yongin, 5 aprile 1979) è un judoka sudcoreano, vincitore della medaglia d'oro nella categoria fino a 90kg alle Olimpiadi di Londra 2012.

## Palmarès
- Giochi olimpici estivi

2012- Londra: oro nei 90kg.